# Казанское (Советский район)
Казанское (мар. Казанский) — деревня в Советском районе Республики Марий Эл. Входит в состав Алексеевского сельского поселения.

## География
Находится в центральной части республики Марий Эл на расстоянии приблизительно 9 км по прямой на юго-запад от районного центра посёлка Советский.

## История
Известна с 1830-х годов как починок. В 1930 году здесь было 12 хозяйств, проживало 66 человек по национальности мари. В 1956 году в деревне было 18 хозяйств с населением в 90 человек. В советское время работали колхозы имени Ворошилова и имени Молотова.

## Население
Население составляло 35 человек (мари 83 %) в 2002 году, 35 в 2010.